# 1968 a sportban
1968 főbb sporteseményei a következők voltak:
- január 21–28. téli universiade, Innsbruck
- január 23–27. műkorcsolya-Európa-bajnokság, Västerås
- január 27–28. női gyorskorcsolya-világbajnokság, Helsinki
- január 27–28. férfi gyorskorcsolya-Európa-bajnokság, Oslo
- február 6–18. téli olimpiai játékok, Grenoble
- február 24–25. férfi gyorskorcsolya-világbajnokság, Göteborg
- február 27–március 2. műkorcsolya-világbajnokság, Genf
- március 9–10. fedett pályás atlétikai Európa-játékok, Madrid
- április 17–24. asztalitenisz-Európa-bajnokság, Lyon
- május 17–19. cselgáncs-Európa-bajnokság, Lausanne
- május 26–június 4. vitorlázó 5,5 méteres Európa-bajnokság, Neuchâteli-tó
- június 9–15. teke világbajnokság, Linz
- június 14–16. birkózó kötöttfogású Európa-bajnokság, Västerås
- június 19–25. súlyemelő-Európa-bajnokság, Leningrád
- június 20–30. koronglövő-Európa-bajnokság, Fosses-la-Ville, Namur
- június 27–július 4. vitorlázó dragon világbajnokság, Hanko
- június 30–július 6. vitorlázó csillaghajó világbajnokság, Nápoly
- július 2–4. birkózó szabadfogású Európa-bajnokság, Szkopje
- július 5–10. labdarúgó-Európa-bajnokság, Nápoly, Firenze, Róma
- július 5–14. női kosárlabda-Európa-bajnokság, Olaszország
- július 7–12. vitorlázó repülő hollandi Európa-bajnokság, Balaton
- július 17–22. vitorlázó dragon Európa-bajnokság, Helsinki
- augusztus 9–16. ejtőernyős világbajnokság, Graz
- augusztus 16–18. női evezős-Európa-bajnokság, Berlin
- augusztus 25–szeptember 1. vitorlázó finn dingi Európa-bajnokság, Medemblik
- szeptember 6–7. íjász Európa-bajnokság, Reutte
- szeptember 28–29. tájékozódási futó világbajnokság, Linköping
- október 12–27. nyári olimpiai játékok, Mexikóváros
- október 18–november 7. sakkolimpia, Lugano
- november 1–12. kerékpáros-világbajnokság, Montevideo
- Graham Hill nyerte a Formula–1 világbajnokságot a Lotus csapattal.

## Labdarúgás
| Kiírás                                 | Győztes           | Ezüstérmes    | Bronzérmes       |
| -------------------------------------- | ----------------- | ------------- | ---------------- |
| NB1                                    | Ferencváros       | Újpesti Dózsa | Vasas            |
| Magyar Kupa                            | MTK               | Honvéd        | —                |
| Bajnokcsapatok Európa Kupája           | Manchester United | Benfica       | —                |
| Kupagyőztesek Európa Kupája            | AC Milan          | Hamburger SV  | —                |
| Vásárvárosok Kupája                    | Leeds United      | Ferencváros   | —                |
| Euro 1968                              | Olaszország       | Jugoszlávia   | Szovjetunió      |
| Mexikóvárosi olimpia labdarúgó tornája | Magyarország      | Bulgária      | Japán            |
| Afrikai nemzetek kupája                | Kinshasa-Kongó    | Ghána         | Elefántcsontpart |

## Születések
- január 1. – Davor Šuker, világbajnoki bronzérmes horvát válogatott labdarúgó
- január 7. – Mansoor Ahmed, olimpiai bronzérmes pakisztáni gyeplabdázó († 2018)
- január 10.
  - Labancz Imre, háromszoros magyar bajnok tekéző, bowlingozó
  - Repka Attila, olimpiai és Európa-bajnok magyar birkózó
- január 13. – Mihai Leu román ökölvívó, raliversenyző († 2025)
- január 24. – Reto Pavoni, svájci válogatott jégkorongozó, olimpikon
- január 27. – Patrick Blondeau, francia válogatott labdarúgó
- február 9. – Peter Bondra, világbajnok szlovák válogatott jégkorongozó
- február 11. – Lavinia Agache, olimpiai és Európa-bajnok román tornász
- február 12. – Ioan Sabău, román válogatott labdarúgó, edző
- február 22. – Becsey János, kétszeres paralimpiai bajnok, négyszeres paralimpiai világbajnok, Európa-bajnok paraúszó, úszóedző, sportdiplomata
- február 27. – Ståle Solbakken, norvég válogatott labdarúgó, edző
- március 1. – Camelia Macoviciuc, olimpiai és világbajnok román evezős
- március 3. – Brian Leetch, olimpiai ezüstérmes, Stanley-kupa-győztes amerikai jégkorongozó, védő, HHOF-tag
- március 8. – Michael Bartels, német autóversenyző, Formula–1-es pilóta
- március 10. – Pavel Srníček, Európa-bajnoki ezüstérmes cseh válogatott labdarúgókapus († 2015)
- március 15. – Cezary Siess, olimpiai bronzérmes lengyel vívó
- március 16. – Adílson Batista, brazil válogatott labdarúgó
- március 20. – Eric Viscaal, Európa-bajnoki bronzérmes holland labdarúgó
- március 21. – Nagy Zsolt, magyar labdarúgó
- március 24. – Szalay Gyöngyi, világ- és Európa-bajnok, olimpiai bronzérmes magyar párbajtőrvívó († 2017)
- április 4. – Jesús Miguel Rollán, olimpiai és világbajnok spanyol vízilabdázó († 2006)
- április 13. – Dario Vidošević, jugoszláv-horvát evezős, olimpikon († 2020)
- április 20. – Daniel Teixeira, brazil labdarúgócsatár
- április 22.
  - Ivajlo Jordanov, bolgár válogatott labdarúgó
  - Zarley Zalapski, kanadai válogatott jégkorongozó, olimpikon († 2017)
- április 30. – Ambros Martín, spanyol kézilabdázó, edző
- május 5. – Dariusz Michalczewski, világ- és Európa-bajnok német állampolgárságú lengyel ökölvívó
- május 6. – Mickaël Madar, francia válogatott labdarúgó
- május 7. – William Okpara, nigériai válogatott labdarúgókapus
- május 27. – Maamaloa Lolohea, tongai súlyemelő, olimpikon († 2020)
- június 5. – Horváth Csaba, sakkozó, nemzetközi nagymester, kétszeres magyar bajnok
- június 7. – Juan Antonio Pizzi, argentin születésű spanyol válogatott labdarúgó, edző
- június 14. – Jan Dydak, olimpiai bronzérmes lengyel ökölvívó († 2019)
- június 24. – Borisz Gelfand, fehérorosz-izraeli sakkozó, nemzetközi nagymester, világbajnoki döntős
- július 4. – Mark Lenzi, olimpiai bajnok amerikai műugró († 2012)
- július 16.
  - Leo Peelen, olimpiai ezüstérmes holland kerékpárversenyző († 2017)
  - Rajkai Andrea háromszoros világbajnok és ötszörös Európa-bajnok taekwondózó
- július 18. – Mijabe Jukinori, olimpiai bronzérmes japán gyorskorcsolyázó († 2017)
- augusztus 2. – Stefan Effenberg, UEFA-bajnokok ligája-győztes és Európa-bajnoki ezüstérmes német válogatott labdarúgó
- augusztus 4. – Kitamura Kunio, japán labdarúgó
- augusztus 10. – Óscar Pareja, kolumbiai válogatott labdarúgó, edző
- augusztus 14. – Farkas Péter, olimpiai bajnok birkózó
- augusztus 16. – Dmitrij Viktorovics Harin, olimpiai bajnok szovjet válogatott, FÁK és orosz válogatott labdarúgókapus
- augusztus 17. – Iszrajel Militoszján, olimpiai, világ- és Európa-bajnok szovjet-örmény súlyemelő
- augusztus 22. – Horst Skoff, osztrák teniszező († 2008)
- augusztus 27.
  - Janusz Hajnos, lengyel válogatott jégkorongozó, olimpikon († 2019)
  - Ľubomír Samotný, szlovák nemzetközi labdarúgó-játékvezető
- augusztus 28. – Alessandro Puccini, olimpiai, világ- és Európa-bajnok olasz tőrvívó
- szeptember 11. – Hermenegildo García, olimpiai ezüstérmes kubai tőrvívó
- szeptember 12. – Kin Veng Ng, makaói autóversenyző
- szeptember 13. – Laura Cutina, olimpiai bajnok román tornász
- szeptember 16. – Rafael Alkorta, spanyol válogatott labdarúgó, edző
- szeptember 23. – Horváth Mariann, hatszoros világbajnok és kétszeres Európa-bajnok magyar párbajtőrvívó, sportkommentátor
- szeptember 28.
  - Mika Häkkinen, finn autóversenyző, Formula–1-es világbajnok
  - René Monse, világ- és Európa-bajnoki bronzérmes német ökölvívó († 2017)
- október 2.
  - Kjetil Knutsen, norvég labdarúgóedző
  - Jana Novotná, világbajnok, olimpiai ezüst- és bronzérmes cseh teniszezőnő († 2017)
- október 23. – Omar Linares, olimpiai bajnok kubai baseballjátékos
- október 26. – Robert Jarni, jugoszláv válogatott és világbajnoki bronzérmes horvát válogatott labdarúgó, edző
- november 1. – Lina Anatoljevna Cserjazova, olimpiai és világbajnok szovjet-üzbég síakrobata († 2019)
- november 4. – Osvaldo Fernández, olimpiai bajnok kubai baseballjátkos
- november 5. – Ion Vlădoiu, román válogatott labdarúgó
- november 6. – Kjetil Rekdal norvég válogatott labdarúgó
- november 8. – Florin Tene, román válogatott labdarúgókapus
- november 16. – Vlado Šola, olimpiai-és világbajnok horvát válogatott kézilabdázókapus, edző
- november 22.
  - Daedra Charles, olimpiai bronzérmes amerikai kosárlabdázó († 2018)
  - Radványi Miklós, szlovákiai magyar labdarúgó, labdarúgóedző
- november 26. – Bryan Deasley, kanadai jégkorongozó
- december 3. – Gary Smith, angol labdarúgó
- december 5. – Kövesfalvi István, magyar labdarúgó
- december 16. – Morten Bakke, norvég válogatott labdarúgókapus
- december 17. – Claudio Suárez, konföderációs kupa-győztes mexikói válogatott labdarúgó
- december 18. – Vajira Ranaweera, Sri lankai krikettjátékos († 2020)

## Halálozások
- február 1. – Willy Jäggi, svájci válogatott labdarúgó (* 1906)
- február 3. – Jake Pitler, World Series bajnok amerikai baseballjátékos, edző (* 1894)
- február 11. – Edmund Lindmark, olimpiai bajnok svéd tornász, műugró (* 1894)
- március 9. – Åke Häger, olimpiai bajnok svéd tornász (* 1897)
- március 24. – Aage Frandsen, olimpiai bajnok dán tornász (* 1890)
- március 29. – Buddy Napier, amerikai baseballjátékos (* 1889)
- április 5. – Csordás Lajos olimpiai bajnok labdarúgó, edző (* 1932)
- április 7. – Jim Clark, Formula–1-es világbajnok és indianapolisi 500-as győztes skót autóversenyző (* 1936)
- május 7. – Mike Spence, brit autóversenyző, Formula–1-es pilóta (* 1936)
- május 24.
  - Franco Riccardi, olimpiai és világbajnok olasz párbajtőrvívó (* 1905)
  - Johannes Vinther, olimpiai ezüstérmes dán tornász (* 1893)
- június 1. – Harald Eriksen, olimpiai bajnok norvég tornász (* 1881)
- június 29. – Paddy Driscoll, NFL-bajnok amerikai amerikaifutball-játékos, College Football Hall of Fame- ás Pro Football Hall of Fame-tag, baseballjátékos (* 1895)
- július 16. – Keserű Ferenc, olimpiai és Európa-bajnok vízilabdázó (* 1903)
- július 27. – Babe Adams, World Series bajnok amerikai baseballjátékos (* 1882)
- július 30. – Johann Horvath, osztrák labdarúgócsatár (* 1903)
- augusztus 22. – Heinie Groh, World Series bajnok amerikai baseballjátékos (* 1889)
- augusztus 28. – Walter Brück, Európa-bajnok és Európa-bajnoki bronzérmes osztrák válogatott jégkorongozó, olimpikon (* 1900)
- szeptember 7. – Billy Knipper, amerikai autóversenyző (* 1882)
- szeptember 26. – Bengt Mohrberg, olimpiai bajnok svéd tornász (* 1897)
- szeptember 29. – Paul Radmilovic, olimpiai bajnok brit úszó és vízilabdázó, International Swimming Hall of Fame-tag (* 1886)
- október 5. – Harry Freeman, olimpiai bajnok brit gyeplabdázó (* 1876)
- október 20. – Turner Barber, amerikai baseballjátékos (* 1893)
- október 28. – Konrad Johannesson, olimpiai bajnok kanadai amatőr jégkorongozó (* 1896)
- november 13. – Carlo Fregosi, olimpiai bajnok olasz tornász (* 1890)
- november 16. – Carl Bertilsson, olimpiai bajnok svéd tornász (* 1889)
- december 16. – Carlo Costigliolo, olimpiai bajnok olasz tornász (* 1893)
- december 22. – Benny Bengough, World Series bajnok amerikai baseballjátékos (* 1898)